# Damias gelida
Damias gelida là một loài bướm đêm thuộc phân họ Arctiinae, họ Erebidae.